# Discografia dei Tears for Fears
La seguente è una discografia comprensiva del gruppo musicale britannico Tears for Fears.
Il gruppo nasce dall'unione di Roland Orzabal e Curt Smith. Il duo si fa notare con il singolo Mad World (1982) e l'album di debutto The Hurting (1983) che raggiunge il primo posto nella classifica britannica. La consacrazione mondiale arriva con il secondo disco Songs from the Big Chair (1985) da cui vengono estratti i singoli Shout e Everybody Wants to Rule the World, entrambi finiti in cima alla Billboard Hot 100.
Dopo un terzo lavoro di grande successo, The Seeds of Love (1989) Orzabal e Smith decidono di dividersi. La fine del sodalizio viene sancita dalla raccolta Tears Roll Down (Greatest Hits 82-92). I seguenti album dei Tears for Fears, Elemental (1993) e Raoul and the Kings of Spain (1995) sono a tutti gli effetti lavori solisti di Orzabal. Il duo si riunisce con la pubblicazione di Everybody Loves a Happy Ending (2004) e un nuovo tour mondiale. Nel 2017 la raccolta Rule the World: The Greatest Hits diventa il loro sesto album nella top 20 britannica. ad ottobre 2021 è uscito il nuovo singolo The tipping point che anticipa il settimo album di inediti 
in uscita il 22 febbraio 2022 dal titolo del singolo Omonimo The tipping point dopo 18 anni di assenza.

## Album

### Album in studio
| Anno                                                                                               | Titolo                                                                                               | Classifiche | Classifiche | Classifiche | Classifiche | Classifiche | Classifiche | Classifiche | Classifiche | Classifiche | Classifiche | Classifiche | Classifiche | Certificazioni                                                                                |
| Anno                                                                                               | Titolo                                                                                               | UK          | AUS         | AUT         | CAN         | FRA         | GER         | ITA         | NLD         | NZ          | SWE         | SWI         | US          | Certificazioni                                                                                |
| -------------------------------------------------------------------------------------------------- | --- | ----------- | ----------- | ----------- | ----------- | ----------- | ----------- | ----------- | ----------- | ----------- | ----------- | ----------- | ----------- | --------------------------------------------------------------------------------------------- |
| 1983                                                                                               | The Hurting - Pubblicazione: 7 marzo 1983 - Etichetta: Mercury Records                               | 1           | 15          | —           | 7           | —           | 15          | —           | 30          | 16          | —           | —           | 73          | - CAN: Platino - FRA: Oro - UK: Platino - US: Oro                                             |
| 1985                                                                                               | Songs from the Big Chair - Pubblicazione: 17 febbraio 1985 - Etichetta: Mercury Records              | 2           | 5           | 22          | 1           | 12          | 1           | 6           | 1           | 2           | 25          | 5           | 1           | - CAN: 7× Platino - FRA: Oro - GER: Oro - NLD: Platino - UK: 3× Platino - US: 5× Platino      |
| 1989                                                                                               | The Seeds of Love - Pubblicazione: 25 settembre 1989 - Etichetta: Mercury Records                    | 1           | 18          | 13          | 5           | 3           | 5           | 5           | 7           | 4           | 5           | 8           | 8           | - CAN: 2× Platino - FRA: Platino - GER: Oro - NLD: Oro - SWI: Oro - UK: Platino - US: Platino |
| 1993                                                                                               | Elemental - Pubblicazione: 7 giugno 1993 - Etichetta: Mercury Records                                | 5           | —           | —           | 18          | 5           | 26          | 10          | 31          | —           | 26          | 24          | 45          | - CAN: Oro - FRA: Oro - UK: Argento - US: Oro                                                 |
| 1995                                                                                               | Raoul and the Kings of Spain - Pubblicazione: 10 ottobre 1995 - Etichetta: Mercury Records           | 41          | —           | —           | 62          | 5           | 88          | 23          | 70          | —           | —           | 42          | 79          |                                                                                               |
| 2004                                                                                               | Everybody Loves a Happy Ending - Pubblicazione: 14 settembre 2004 - Etichetta: Universal Music Group | 45          | —           | —           | —           | 28          | 35          | 68          | 86          | —           | —           | 48          | 46          |                                                                                               |
| 2022                                                                                               | The Tipping Point - Pubblicazione: 25 febbraio 2022 - Etichetta: Concord Records                     | 2           | 7           | —           | 20          | 10          | 3           | 14          | 5           | —           | —           | 4           | 8           |                                                                                               |
| "—" indica una pubblicazione che non si è classificata o che non è stata pubblicata in quel Paese. | |             |             |             |             |             |             |             |             |             |             |             |             |                                                                                               |

### Raccolte
| Anno                                                                                               | Titolo                                                                                              | Classifiche | Classifiche | Classifiche | Classifiche | Classifiche | Classifiche | Classifiche | Classifiche | Classifiche | Classifiche | Classifiche | Certificazioni                                                                        |
| Anno                                                                                               | Titolo                                                                                              | UK          | AUT         | CAN         | FRA         | GER         | ITA         | NLD         | NZ          | SWE         | SWI         | US          | Certificazioni                                                                        |
| -------------------------------------------------------------------------------------------------- | --------------------------------------------------------------------------------------------------- | ----------- | ----------- | ----------- | ----------- | ----------- | ----------- | ----------- | ----------- | ----------- | ----------- | ----------- | ------------------------------------------------------------------------------------- |
| 1992                                                                                               | Tears Roll Down (Greatest Hits 82-92) - Pubblicazione: 2 marzo 1992 - Etichetta: Fontana Records    | 2           | 34          | 19          | 2           | 7           | 1           | 22          | 9           | 41          | 14          | 53          | - CAN: Oro - FRA: Oro - GER: Oro - ITA: Oro - SWI: Oro - UK: 2× Platino - US: Platino |
| 1996                                                                                               | Saturnine Martial & Lunatic - Pubblicazione: 3 giugno 1996 - Etichetta: Mercury Records             | —           | —           | —           | —           | —           | —           | —           | —           | —           | —           | —           |                                                                                       |
| 2017                                                                                               | Rule the World: The Greatest Hits - Pubblicazione: 10 novembre 2017 - Etichetta: Virgin EMI Records | 12          | —           | —           | —           | —           | —           | —           | —           | —           | —           | —           | - UK: Oro                                                                             |
| "—" indica una pubblicazione che non si è classificata o che non è stata pubblicata in quel Paese. | |             |             |             |             |             |             |             |             |             |             |             |                                                                                       |

## Singoli
| Anno                                                                                               | Singolo                               | Classifiche | Classifiche | Classifiche | Classifiche | Classifiche | Classifiche | Classifiche | Classifiche | Classifiche | Classifiche | Classifiche | Certificazioni                                | Album di provenienza                  |
| Anno                                                                                               | Singolo                               | UK          | AUS         | BEL         | CAN         | GER         | IRL         | ITA         | NLD         | NZ          | SWI         | US          | Certificazioni                                | Album di provenienza                  |
| -------------------------------------------------------------------------------------------------- | ------------------------------------- | ----------- | ----------- | ----------- | ----------- | ----------- | ----------- | ----------- | ----------- | ----------- | ----------- | ----------- | --------------------------------------------- | ------------------------------------- |
| 1981                                                                                               | Suffer the Children                   | 52          | —           | —           | —           | —           | —           | —           | —           | —           | —           | —           |                                               | The Hurting                           |
| 1982                                                                                               | Pale Shelter (You Don't Give Me Love) | —           | —           | —           | 15          | —           | —           | —           | —           | —           | —           | —           |                                               | The Hurting                           |
| 1982                                                                                               | Mad World                             | 3           | 12          | —           | —           | 21          | 6           | —           | —           | 25          | —           | —           | - UK: Oro                                     | The Hurting                           |
| 1983                                                                                               | Change                                | 4           | 29          | 30          | 23          | —           | 8           | 27          | 32          | 36          | —           | 73          | - UK: Argento                                 | The Hurting                           |
| 1983                                                                                               | Pale Shelter                          | 5           | —           | —           | —           | 25          | 5           | —           | —           | —           | —           | —           |                                               | The Hurting                           |
| 1983                                                                                               | The Way You Are                       | 24          | —           | —           | —           | —           | —           | —           | —           | —           | —           | —           |                                               | /                                     |
| 1984                                                                                               | Mothers Talk                          | 14          | —           | —           | 87          | —           | 23          | —           | —           | 50          | —           | —           |                                               | Songs from the Big Chair              |
| 1984                                                                                               | Shout                                 | 4           | 1           | 1           | 1           | 1           | 5           | 2           | 1           | 1           | 1           | 1           | - CAN: Platino - ITA: Oro - UK: Oro - US: Oro | Songs from the Big Chair              |
| 1985                                                                                               | Everybody Wants to Rule the World     | 2           | 2           | 3           | 1           | 11          | 2           | 11          | 2           | 1           | 13          | 1           | - CAN: Oro - ITA: Platino - UK: Platino (4)   | Songs from the Big Chair              |
| 1985                                                                                               | Head over Heels                       | 12          | 21          | 18          | 8           | 55          | 5           | —           | 29          | 12          | —           | 3           | - UK: Argento                                 | Songs from the Big Chair              |
| 1985                                                                                               | I Believe (A Soulful Re-Recording)    | 23          | —           | —           | —           | —           | 10          | —           | —           | 28          | —           | —           |                                               | Songs from the Big Chair              |
| 1986                                                                                               | Everybody Wants to Run the World      | 5           | —           | —           | —           | —           | 4           | —           | —           | —           | —           | —           |                                               | /                                     |
| 1986                                                                                               | Mothers Talk (remix)                  | —           | —           | —           | —           | —           | —           | —           | —           | —           | —           | 27          |                                               | Songs from the Big Chair              |
| 1989                                                                                               | Sowing the Seeds of Love              | 5           | 13          | 11          | 1           | 11          | 4           | 2           | 3           | 4           | 11          | 2           |                                               | The Seeds of Love                     |
| 1989                                                                                               | Woman in Chains (con Oleta Adams)     | 26          | 39          | 32          | 11          | 45          | 21          | 23          | 16          | 34          | —           | 36          |                                               | The Seeds of Love                     |
| 1990                                                                                               | Advice for the Young at Heart         | 36          | —           | 34          | 25          | 51          | 15          | 49          | 22          | —           | —           | 89          |                                               | The Seeds of Love                     |
| 1990                                                                                               | Famous Last Words                     | 83          | —           | —           | —           | —           | —           | —           | —           | —           | —           | —           |                                               | The Seeds of Love                     |
| 1991                                                                                               | Johnny Panic and the Bible of Dreams  | 70          | —           | —           | —           | —           | —           | —           | —           | —           | —           | —           |                                               | /                                     |
| 1992                                                                                               | Laid So Low (Tears Roll Down)         | 17          | —           | 49          | 28          | 40          | —           | 8           | 27          | —           | —           | —           |                                               | Tears Roll Down (Greatest Hits 82-92) |
| 1993                                                                                               | Break It Down Again                   | 20          | —           | 49          | 4           | 66          | —           | 7           | 27          | —           | —           | 25          |                                               | Elemental                             |
| 1993                                                                                               | Cold                                  | 72          | —           | —           | —           | —           | —           | —           | —           | —           | —           | —           |                                               | Elemental                             |
| 1993                                                                                               | Goodnight Song                        | —           | —           | —           | 44          | —           | —           | —           | —           | —           | —           | —           |                                               | Elemental                             |
| 1994                                                                                               | Elemental                             | —           | —           | —           | —           | —           | —           | —           | —           | —           | —           | —           |                                               | Elemental                             |
| 1995                                                                                               | Raoul and the Kings of Spain          | 31          | —           | 39          | —           | 80          | —           | —           | —           | —           | —           | —           |                                               | Raoul and the Kings of Spain          |
| 1995                                                                                               | God's Mistake                         | 61          | —           | —           | 48          | —           | —           | —           | —           | —           | —           | —           |                                               | Raoul and the Kings of Spain          |
| 1996                                                                                               | Secrets                               | —           | —           | —           | —           | —           | —           | —           | —           | —           | —           | —           |                                               | Raoul and the Kings of Spain          |
| 1996                                                                                               | Falling Down                          | —           | —           | —           | —           | —           | —           | —           | —           | —           | —           | —           |                                               | Raoul and the Kings of Spain          |
| 2005                                                                                               | Call Me Mellow                        | —           | —           | —           | —           | —           | —           | 37          | —           | —           | —           | —           |                                               | Everybody Loves a Happy Ending        |
| 2005                                                                                               | Closest Thing to Heaven               | 40          | —           | —           | —           | —           | —           | —           | 70          | —           | —           | —           |                                               | Everybody Loves a Happy Ending        |
| 2006                                                                                               | Secret World                          | —           | —           | —           | —           | —           | —           | —           | —           | —           | —           | —           |                                               | Everybody Loves a Happy Ending        |
| 2017                                                                                               | I Love You but I'm Lost               | —           | —           | —           | —           | —           | —           | —           | —           | —           | —           | —           |                                               | Rule the World: The Greatest Hits     |
| 2021                                                                                               | The Tipping Point                     | —           | —           | —           | —           | —           | —           | —           | —           | —           | —           | —           |                                               | The Tipping Point                     |
| 2021                                                                                               | No Small Thing                        | —           | —           | —           | —           | —           | —           | —           | —           | —           | —           | —           |                                               | The Tipping Point                     |
| 2022                                                                                               | Break the Man                         | —           | —           | —           | —           | —           | —           | —           | —           | —           | —           | —           |                                               | The Tipping Point                     |
| 2022                                                                                               | My Demons                             | —           | —           | —           | —           | —           | —           | —           | —           | —           | —           | —           |                                               | The Tipping Point                     |
| "—" indica una pubblicazione che non si è classificata o che non è stata pubblicata in quel Paese. |                                       |             |             |             |             |             |             |             |             |             |             |             |                                               |                                       |

## Videografia

### Album video
- 1983 – The Videosingles (VHS, Betamax, Laserdisc)
- 1984 – In My Mind's Eye (Live at Hammersmith Odeon) (VHS, Betamax, Laserdisc)
- 1985 – Scenes from the Big Chair (VHS, Laserdisc, DVD)
- 1990 – Sowing the Seeds (VHS, Laserdisc)
- 1990 – Going to California (Live from Santa Barbara) (VHS, Laserdisc)
- 1991 – Tears for Fears: Live at Knebworth '90 (VHS)
- 1992 – Tears Roll Down (Greatest Hits 82-92) (VHS, Laserdisc, VCD, DVD)
- 2006 – Secret World (Live in Paris 2005) (CD & DVD)
- 2007 – Gold: The Videos (DVD)

### Video musicali
| Anno | Titolo                            | Regista                            |
| ---- | --------------------------------- | ---------------------------------- |
| 1982 | Mad World                         | Clive Richardson                   |
| 1983 | Change                            | Clive Richardson                   |
| 1983 | Pale Shelter                      | Steve Barron                       |
| 1983 | The Way You Are                   |                                    |
| 1984 | Mothers Talk (version 1)          | Laurie Lewis                       |
| 1984 | Mothers Talk (version 2)          | Nigel Dick                         |
| 1984 | Shout                             | Nigel Dick                         |
| 1985 | Everybody Wants to Rule the World | Nigel Dick                         |
| 1985 | Head Over Heels                   | Nigel Dick                         |
| 1985 | I Believe                         | Nigel Dick                         |
| 1986 | Mothers Talk (version 3)          | Peter Cornish                      |
| 1989 | Sowing the Seeds of Love          | Jim Blashfield                     |
| 1989 | Woman in Chains                   | Andy Morahan                       |
| 1990 | Advice for the Young at Heart     | Andy Morahan                       |
| 1990 | Famous Last Words                 | Nigel Dick                         |
| 1992 | Laid So Low (Tears Roll Down)     | Paul Donnellon (Commanding Images) |
| 1993 | Break It Down Again               | Dani Jacobs                        |
| 1993 | Cold                              |                                    |
| 1993 | Goodnight Song                    | Dani Jacobs                        |
| 1994 | Elemental                         | Samuel Bayer                       |
| 1995 | Raoul and the Kings of Spain      | Cameron Casey                      |
| 1995 | God's Mistake                     | Cameron Casey                      |
| 1996 | Secrets (version 1)               | Cameron Casey                      |
| 1996 | Secrets (version 2)               | Roland Orzabal                     |
| 2005 | Closest Thing to Heaven           | Michael Palmieri                   |
| 2017 | I Love You But I'm Lost           |                                    |